# ホイル基礎培地
ホイル基礎培地（ホイルきそばいち、英：Hoyle's agar）は、telluriteを用いてジフテリア菌を他の上気道微生物叢から分離するための選択培地である。培地はクリーム色から黄色で、浮遊性の粉末状である。Neill's mediumを改良したものである。
Hoyle's tellurite agarは以下を含む：
| プロテオースペプトン | 10 g/L   |
| 牛肉エキス           | 10 g/L   |
| 塩化ナトリウム       | 5 g/L    |
| Blood, laked         |          |
| Tellurite            | 0.35 g/L |
| 寒天                 | 15 g/L   |

この培地はグラム陰性菌と多くのグラム陽性菌の増殖を阻害し、telluriteの減少はコリネバクテリウム属に特徴的である（完全にコリネバクテリウム属だけではないが）。
疑わしいコロニーの顕微鏡検査にはNeisser differential stainingによる確認が必要である。